# Championnats du monde de cyclo-cross 1982
Navigation
Édition précédente Édition suivante
Les championnats du monde de cyclo-cross 1982 ont lieu les 20 et 21 février 1982 à Lanarvily en France. Trois épreuves masculines sont au programme.

## Podiums
| Épreuves | Or              | Argent              | Bronze             |
| -------- | --------------- | ------------------- | ------------------ |
| Élites   | Roland Liboton  | Albert Zweifel      | Hennie Stamsnijder |
| Amateurs | Miloš Fišera    | Radomír Šimůnek sr. | Ueli Müller        |
| Juniors  | Beat Schumacher | Erwin Nijboer       | Radovan Fořt       |

## Résultats

### Classement des élites
| Pos. | Cycliste           | Pays                 | Temps           |
| ---- | ------------------ | -------------------- | --------------- |
|      | Roland Liboton     | Belgique             | 1 h 06 min 36 s |
|      | Albert Zweifel     | Suisse               | + 0:02          |
|      | Hennie Stamsnijder | Pays-Bas             | + 0:43          |
| 4    | Robert Vermeire    | Belgique             | + 1:19          |
| 5    | Reimund Dietzen    | Allemagne de l'Ouest | + 1:56          |
| 6    | Johan Ghyllebert   | Belgique             | + 2:13          |
| 7    | Gilles Blaser      | Suisse               | + 2:22          |
| 8    | Dieter Uebing      | Allemagne de l'Ouest | + 2:49          |
| 9    | Rein Groenendaal   | Pays-Bas             | + 3:13          |
| 10   | Klaus-Peter Thaler | Allemagne de l'Ouest | + 3:30          |

### Classement des amateurs
| Pos. | Cycliste            | Pays            | Temps       |
| ---- | ------------------- | --------------- | ----------- |
|      | Miloš Fišera        | Tchécoslovaquie | 52 min 38 s |
|      | Radomír Šimůnek sr. | Tchécoslovaquie | + 0:00      |
|      | Ueli Müller         | Suisse          | + 0:00      |
| 4    | Hans Boom           | Pays-Bas        | + 0:00      |
| 5    | Vito Di Tano        | Italie          | + 0:00      |
| 6    | Ivan Messelis       | Belgique        | + 0:00      |
| 7    | Jean-Yves Plaisance | France          | + 0:06      |
| 8    | Petr Klouček        | Tchécoslovaquie | + 0:06      |
| 9    | Fritz Saladin       | Suisse          | + 0:10      |
| 10   | Herman Snoeyink     | Pays-Bas        | + 0:12      |

### Classement des juniors
| Pos. | Cycliste              | Pays                 | Temps       |
| ---- | --------------------- | -------------------- | ----------- |
|      | Beat Schumacher       | Suisse               | 43 min 06 s |
|      | Erwin Nijboer         | Pays-Bas             | + 0:04      |
|      | Radovan Fořt          | Tchécoslovaquie      | + 1:02      |
| 4    | Christopher Young     | Grande-Bretagne      | + 1:08      |
| 5    | Peter Hric            | Tchécoslovaquie      | + 1:30      |
| 6    | Maurizio Vandelli     | Italie               | + 1:54      |
| 7    | Timothy Gould         | Grande-Bretagne      | + 1:57      |
| 8    | Klaus-Dieter Pohlmann | Allemagne de l'Ouest | + 2:12      |
| 9    | Karsten Migels        | Allemagne de l'Est   | + 2:17      |
| 10   | Angelo Tosi           | Italie               | + 2:23      |

## Tableau des médailles
| Rang | Nation          | Or | Argent | Bronze | Total |
| ---- | --------------- | -- | ------ | ------ | ----- |
| 1    | Tchécoslovaquie | 1  | 1      | 1      | 3     |
| 1    | Suisse          | 1  | 1      | 1      | 3     |
| 3    | Belgique        | 1  | 0      | 0      | 1     |
| 4    | Pays-Bas        | 0  | 1      | 1      | 2     |